# 敬延年
敬延年（？—？），男，甘肃环县人，中华人民共和国政治人物，曾任甘肃省人大常委会秘书长、副主任，甘肃省地方史志编纂委员会委员。